# Kim Crow
Kim Crow (Melbourne, 9 augustus 1985) is een Australisch roeister. Ze nam driemaal deel aan de Olympische Spelen en won hierbij één gouden, één zilveren en één bronzen medaille.

## Biografie
In 2006 nam Crow een eerste keer deel aan het WK roeien. Ze behaalde meteen een bronzen medaille op de acht met stuurvrouw.
Op de Olympische Spelen van 2008 in Peking eindigde Crow, samen met Sarah Cook, op een 10e plaats op de twee zonder stuurvrouw. Zowel op het WK 2010 als op het WK 2011 behaalde Crow een zilveren medaille op datzelfde onderdeel.
In 2012 nam Crow opnieuw deel aan de Olympische Spelen. Op de skiff behaalde ze brons, net achter de Deense Fie Udby Erichsen. Samen met Brooke Pratley nam ze deel aan de dubbeltwee. Het Australische duo roeide naar een zilveren medaille achter het Britse duo. Op de Wereldkampioenschappen roeien 2013 werd Crow wereldkampioene in de skiff. Ook in 2015 werd Crow wereldkampioene in de skiff.
Op de Olympische Spelen in Rio de Janeiro in 2016 behaalde Crow haar grootste succes met een gouden medaille in de skiff.

## Palmares

### Skiff
- 2012:  OS Londen
- 2013:  WK
- 2014:  WK
- 2015:  WK
- 2016:  OS Rio de Janeiro

### Twee zonder stuurvrouw
- 2007: 4e WK
- 2008: 10e OS Peking
- 2009: 5e WK

### Dubbel twee
- 2010:  WK
- 2011:  WK
- 2012:  OS Londen

### Vier met stuurvrouw
- 2010: 4e WK

### Acht
- 2006:  WK
- 2007: 4e WK

1976: Christine Scheiblich ·
1980: Sanda Toma ·
1984: Valeria Răcilă-Rosça ·
1988: Jutta Behrendt ·
1992: Elisabeta Lipă-Oleniuc ·
1996: Jekaterina Chodotovitsj ·
2000: Jekaterina Karsten ·
2004: Katrin Rutschow-Stomporowski ·
2008: Roemjana Nejkova ·
2012: Miroslava Knapková ·
2016: Kimberley Brennan-Crow ·
2020: Emma Twigg ·
2024: Karolien Florijn